# Suma (Yucatán)
Suma es una localidad del estado de Yucatán, México, cabecera del municipio homónimo ubicada aproximadamente a 15 kilómetros al este de la ciudad de Motul de Carrillo Puerto y a 58 kilómetros de la ciudad de Mérida. 
La localidad también es conocida por llevar el sobrenombre de Suma de Hidalgo desde el año 1961 a pesar de no haber sido legitimado por el H. Congreso del Estado.
Formó parte de los partidos de Teya y Temax hasta el 20 de diciembre de 1921 que se erige como pueblo libre y soberano y con ello se vuelve municipio libre.

## Toponimia
El toponímico Suma proviene del maya súum já que quiere decir agua del súum o girasol (Tithonia).

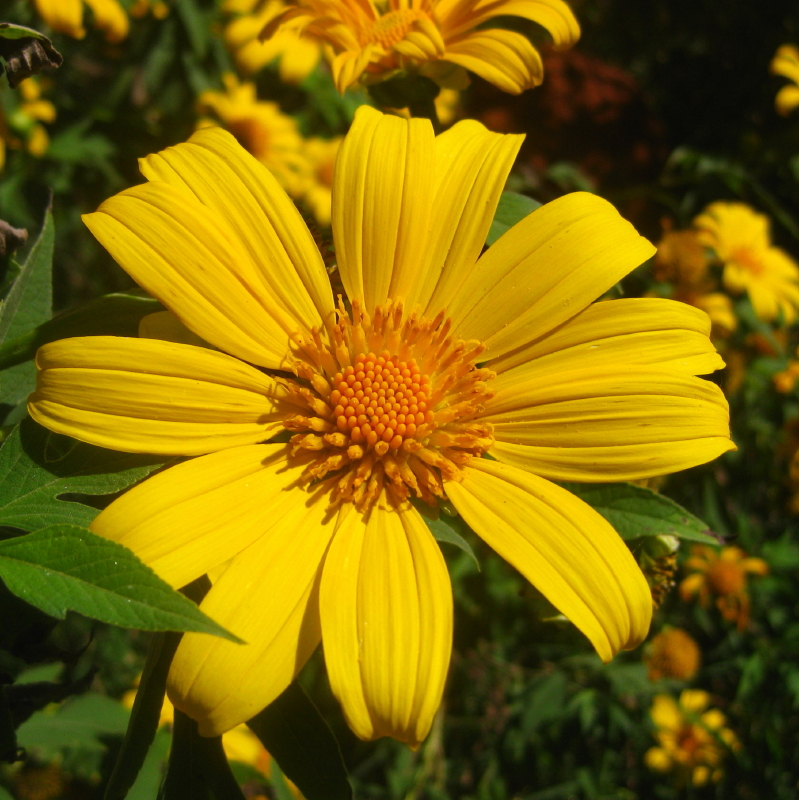
Detalle de la flor de súum

## Datos históricos
Suma está enclavada en el territorio que fue la jurisdicción de los Chikinchel antes de la conquista de Yucatán.
Sobre su fundación no se tienen datos exactos, pero se sabe que después de la conquista permaneció bajo el régimen de las encomiendas, entre las cuales la de Baltazar Alfonso Enríquez Amaya, con 242 indios a su cargo en 1700 y la de Juana Delgado y la Piedra, con 321 indios bajo su custodia en 1721.

## Sitios de interés turístico
En Suma hay un templo en el que se rinde culto a San Bartolomé, que fue construido en la época colonial, posiblemente en el siglo XVII.
En las cercanías se pueden apreciar vestigios arqueológicos.

## Galería

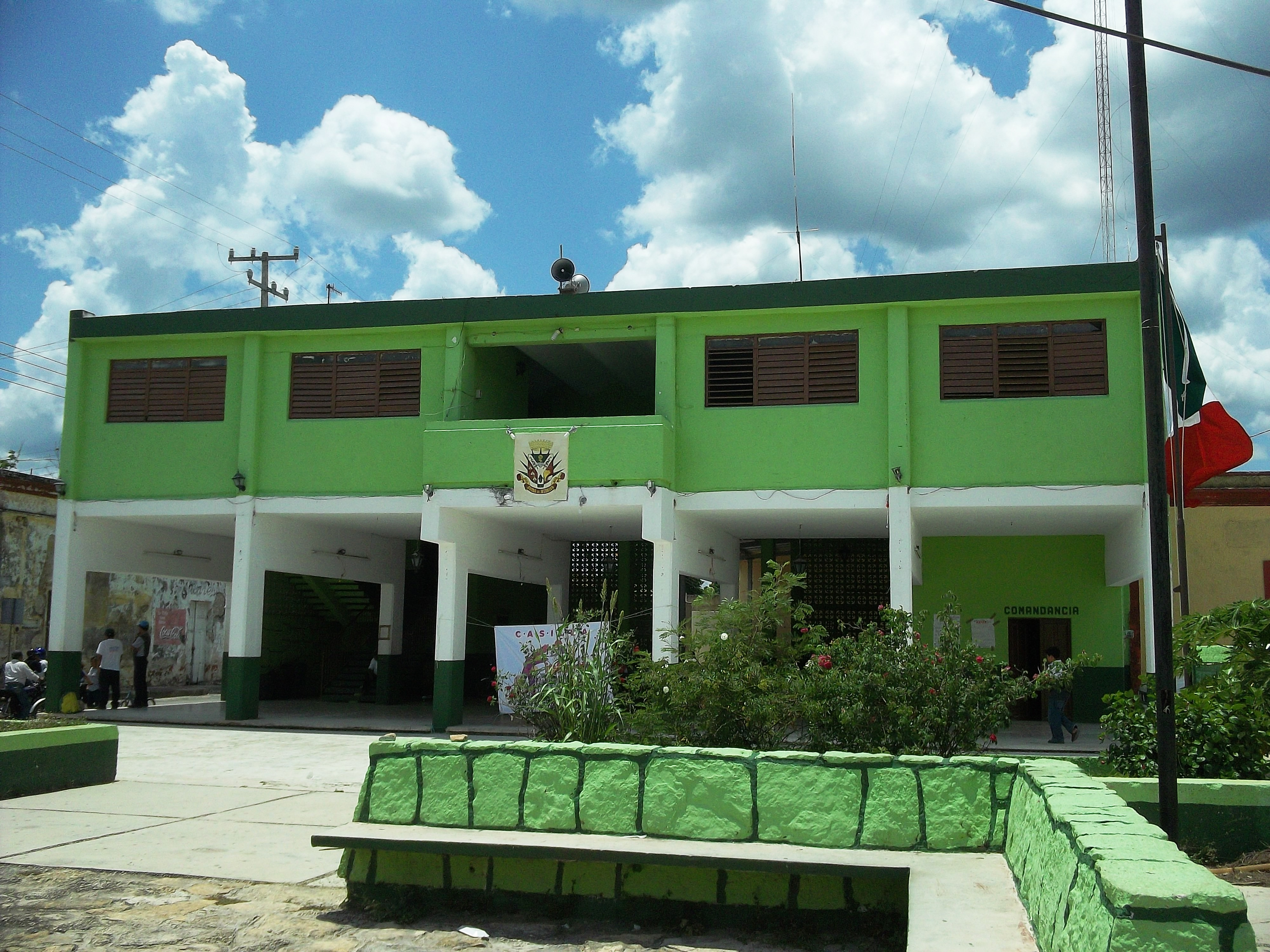
Palacio municipal Suma de Hidalgo.
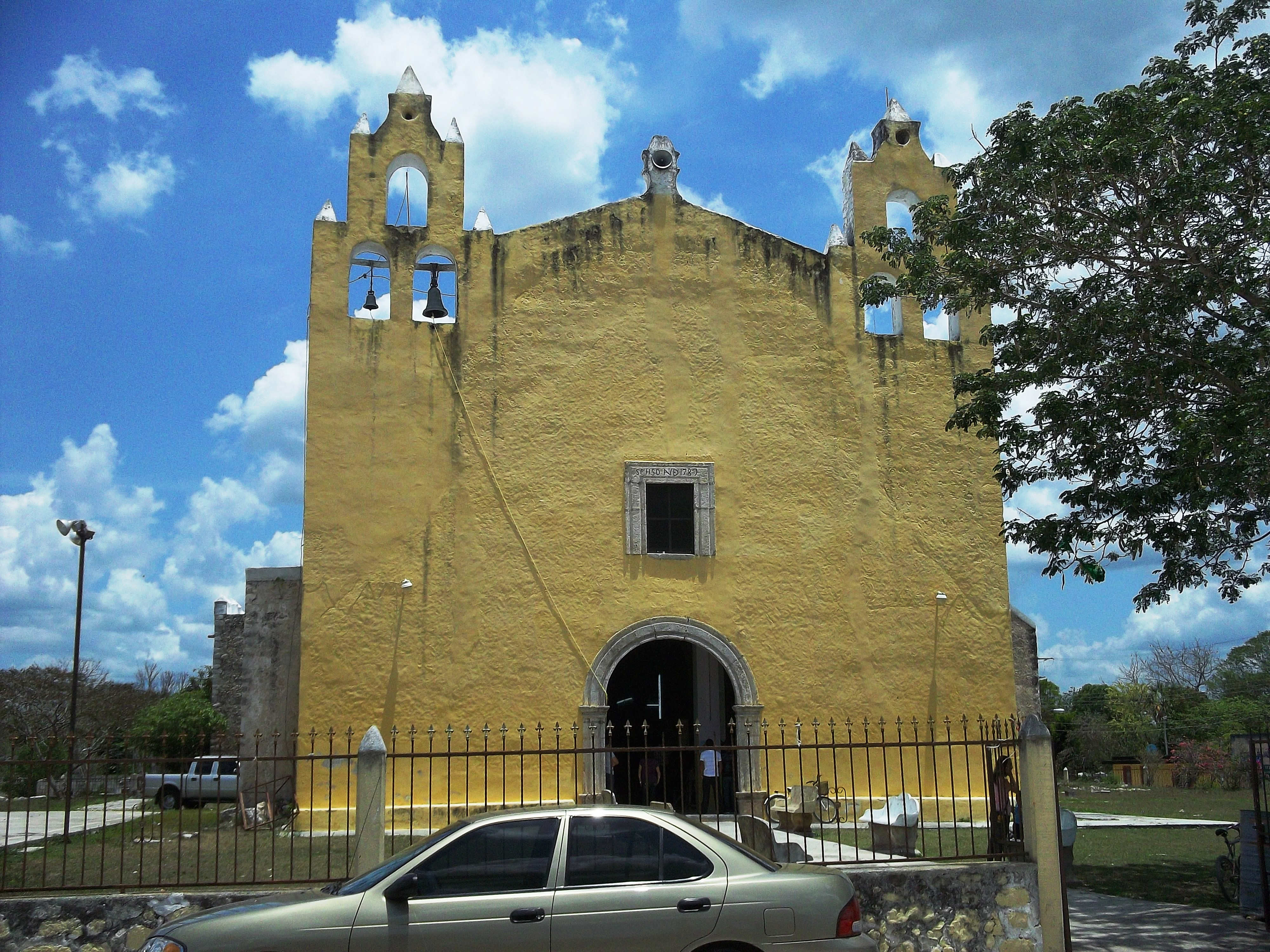
Iglesia principal Suma de Hidalgo.
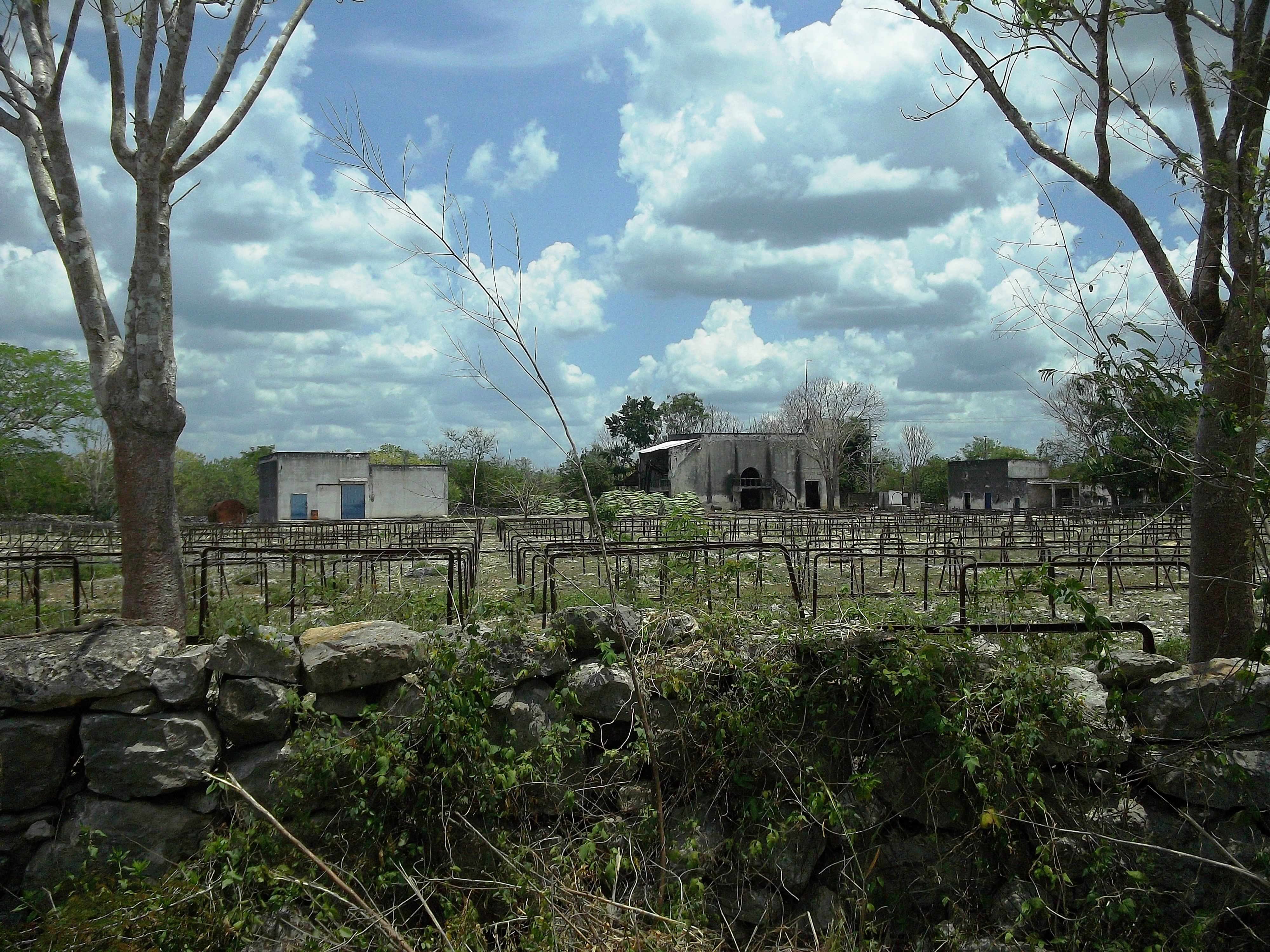
Desfibradora de Suma de Hidalgo.